# 前塞山

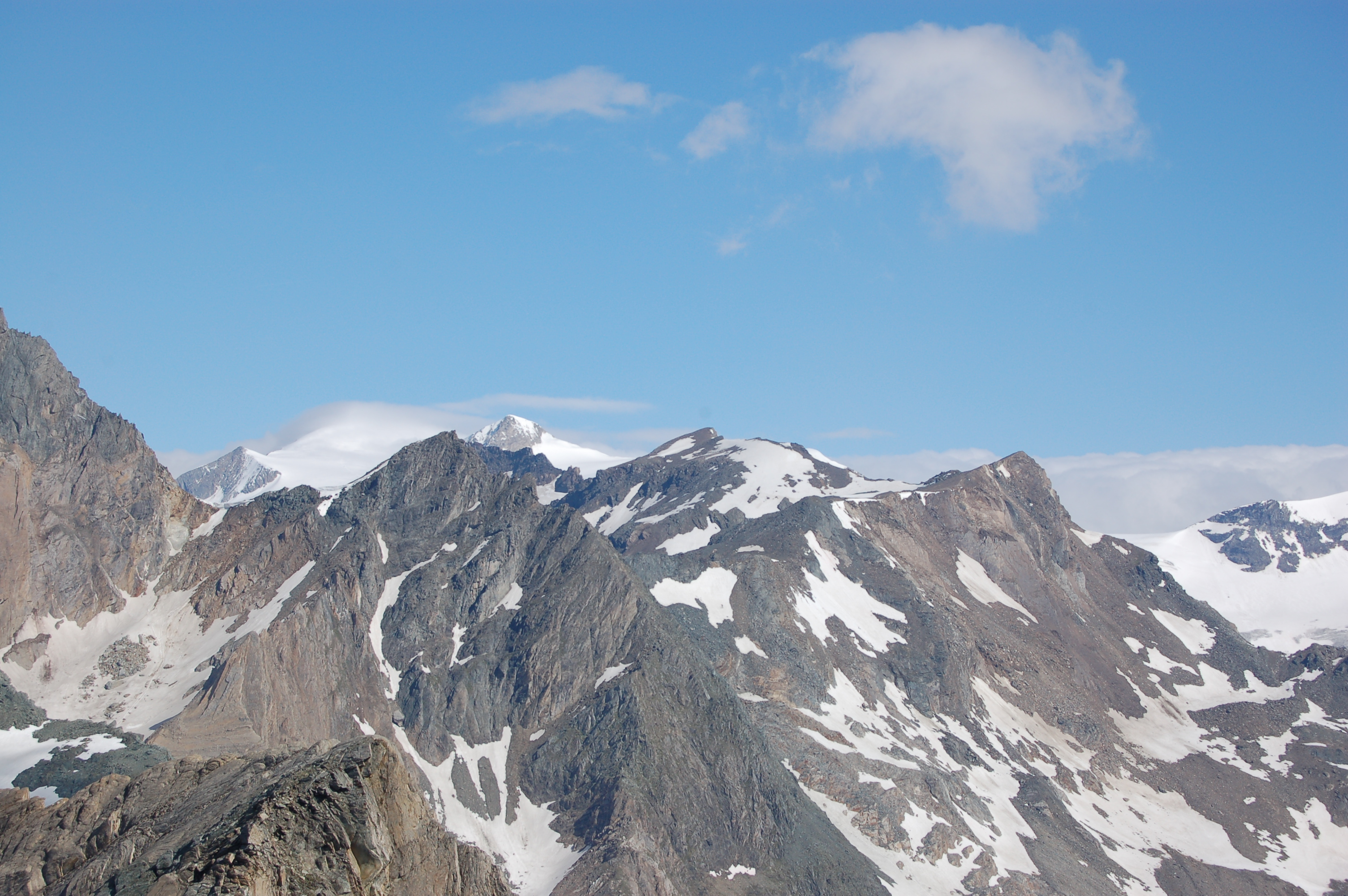

47°04′21″N 12°24′05″E / 47.072547°N 12.401429°E
前塞山（德語：Vorderer Seekopf），是奧地利的山峰，位於該國西部，由蒂羅爾州負責管轄，屬於維內迪傑山脈的一部分，海拔高度3,280米，每年平均降雨量1,971毫米，人類在1905年7月28日首次登頂。